# Щитники (гміна Віслиця)
Щитники (пол. Szczytniki) — село в Польщі, у гміні Віслиця Буського повіту Свентокшиського воєводства.
Населення — 311 осіб (2011).
У 1975-1998 роках село належало до Келецького воєводства.

## Демографія
Демографічна структура на день 31 березня 2011 року:
|          | Загалом | Допрацездатний вік | Працездатний вік | Постпрацездатний вік |
| -------- | ------- | ------------------ | ---------------- | -------------------- |
| Чоловіки | 144     | 17                 | 103              | 24                   |
| Жінки    | 167     | 31                 | 74               | 62                   |
| Разом    | 311     | 48                 | 177              | 86                   |